# 경산동부초등학교
경산동부초등학교는 대한민국 경상북도 경산시 계양동에 있는 공립 초등학교이다.

## 학교 연혁
- 1992.03.01 경산동부국민학교 개교
- 1993.03.01 경상북도교육청 지정 국어과(말하기,듣기) 시범학교
- 1994.02.20 서편교사1동 신축(1,2층 6실)
- 1994.02.20 서편교사1동 신축(1,2층:7실, 3층:3실, 화장실:1, 현관:1)
- 1994.12.28 본관 뒷편 급식소 신축
- 1996.03.01 경산동부초등학교로 교명 변경
- 1996.11.15 서편교사증축(2층:교실1, 화장실1 3층:교실1, 화장실1 4층:교실3)
- 1997. 09.24 서편교사증축(교실5, 화장실2), 본관과 서관 연결 복도 증축
- 1998.03.01 경상북도교육청 지정 교육과정 연구학교 운영(1998~1999)
- 1988.08.22 서편교사증축(교실4,화장실4), 운동장 스탠드 차광 시설 설치
- 2001.05.22 시계탑 건립, 본관 뒷편 교실 증축(특별관 3칸)
- 2004.10.22 글밭도서관 개관
- 2007.11.15 학교주변 스쿨 존 공사
- 2010.03.01 경상북도교육청 지정 교수학습방법개선(음악) 연구학교 운영(2010~2011)
- 2011.03.01 대구교육대학교 교육실습 대용 부설학교 운영(2011~2015)
- 2013.03.01 병설유치원 신설(2학급 편성)
- 2014.03.01 병설유치원 3학급 편성
- 2016.03.01 경상북도교육청 지정 청소년 기업가정신 교육 연구학교 운영(2016~2017)
- 2017.09.07 운동장 우레탄 트랙 및 농구장 구축
- 2017.09.11 Wee클래스 구축
- 2018.01.29 창의융합형 과학실 구축
- 2018.03.01 제 12대 민은희 교장 부임
- 2018.03.01 1학년 4학급 113명 입학 20(2)학급 편성 / 병설유치원 3학급)
- 2018.03.13 전교사 이중창문개체, 천정개체, LED 조명 개체
- 2019.02.14 제 27회 졸업 89명(졸업생 총수 5,431명)
- 2019.03.01 1학년 3학급 87명 입학 20(2)학급 편성 / 병설유치원 3학급
- 2019.09.01 병설유치원 2학급 증설(총 5학급 편성)
- 2020.01.07 제28회 졸업 104명 (졸업생 총수 5,535명)
- 2020.02.28 전교실 천정형 냉난방기 교체 공사
- 2020.03.01 학년 2학급 61명 입학 18(2)학급 편성 / 병설유치원 총 6학급(1학급 증설)

## 참고 자료
- 경산동부초등학교 - 한국교육학술정보원 학교알리미